# Quodlibet (Alt-Wiener Volkstheater)
In der Alt-Wiener Volkskomödie des 18. und 19. Jahrhunderts ist das Quodlibet (populär: „Durcheinander, Mischmasch“) eine Liedform. Sie verwendet verschiedenste Formen der klassischen Musik (Arie, Duett, Terzett, Ensemble, Rezitativ) und kombiniert sie mit einfachen, oft banalen Volksliedern, Schnaderhüpfeln, G’strampften und Märschen zu einem eigenständigen, kleinen Kunstwerk. 

## Dramaturgie
Das Quodlibet ist organisch in die Handlung eingebettet und ist deren Fortsetzung auf einer musikalischen Ebene. Anders als im Couplet treten die Figuren nicht aus der Handlung heraus, um zu kommentieren, sondern im Quodlibet wird die Handlung vorangetrieben. Es ereignen sich entscheidende Handlungsmomente, die für den Fortgang des Stückes und dessen Verständnis von unverzichtbarer Bedeutung sind, mitunter kommt es sogar zu dramatischen Situationen. Oft ist das Quodlibet auch die Fortführung einer Liebes- oder Eifersuchtsgeschichte.
Ein Quodlibet findet immer zwischen mehreren Figuren statt und erzielt seinen Reiz durch den Kontrast der scheinbar unvereinbaren musikalischen Elemente. Die handelnden Personen bleiben ihrem Charakter und ihrem Milieu treu und erzielen einen komischen Effekt, indem sie sich mit der gleichen Selbstverständlichkeit in den schwierigsten Formen der Musik ausdrücken, mit der sie es in ihrer Umgangssprache tun. 
Das Erkennen einer bekannten Melodie im Quodlibet ist ein zusätzlicher Reiz, nicht aber Vorbedingung für den komischen oder musikalischen Effekt. In der Regel gibt es pro Stück immer nur ein Quodlibet, meist in der zweiten Stückhälfte.

## Johann Nestroy
Vor allem im Werk Johann Nestroys (1801–1862) gehört das Quodlibet zu den festen Bestandteilen der Wiener Lokalposse. Nestroy war selbst Opernsänger, seine Partnerin Marie Weiler kam vom Singspiel, meist sind die Quodlibets in Nestroys Stücken daher speziell auf diese beiden Darsteller zugeschnitten. Eine von Nestroys bekanntesten Partien auf der Opernbühne war die Rolle des Sarastro in Mozarts Zauberflöte. Seine starke Affinität zu Mozart zeigt sich in musikalischen Zitaten in den Quodlibets von Der Talisman (La clemenza di Tito), Höllenangst (Arie „Dies Bildnis ist bezaubernd schön“ aus der Zauberflöte) und Das Gewürzkrämerkleeblatt (Terzett der drei Knaben aus der Zauberflöte, bei Nestroy gesungen von drei Gewürzhändlern). 
Quodlibets mit dramatischem Handlungsverlauf gibt es bei Nestroy in Das Gewürzkrämerkleeblatt (1845), wo drei betrogene Ehemänner zu ihrer Beruhigung jeweils die Frau des anderen als Ehebrecherin entdecken oder in Umsonst! (1857). Liebesverwicklungen stehen im Zentrum der Quodlibets in Der böse Geist Lumpazivagabundus (1833), Das Haus der Temperamente (1837), Höllenangst (1849) und in Der Talisman (1840), wo in Nestroys berühmtestem Quodlibet der Held Titus Feuerfuchs zwischen der Gänsehirtin Salome Pockerl und der Gärtnerin Flora Baumscher hin- und hergerissen ist.
Von Nestroy gibt es außerdem Quodlibets, die, eingeleitet jeweils von einem Vorspiel, eigenständig aufgeführt wurden. Das Publikum hatte dabei Gelegenheit, seine Lieblingsschauspieler in den verschiedensten Rollen zu sehen, und für die Schauspieler war es eine willkommene Möglichkeit, sich von ihrer „besten Seite“ zu zeigen. Diese Szenen- und Personen- „Durcheinander“ kamen vor allem bei so genannten Benefizvorstellungen (die Einnahmen dieses Abends gehörten zur Gänze dem Benefizianten) zur Aufführung. Sechs solcher dramatischer Quodlibets Nestroys sind überliefert: Die Posse Die Fahrt mit dem Dampfwagen (am 5. Dezember 1834 „zum Vortheile“ (Benefiz) seines Freundes Wenzel Scholz uraufgeführt), Der unzusammenhängende Zusammenhang (1830), Magische Eilwagenreise durch die Comödienwelt (1830), Zwei Schüssel voll Fasching Krapfen (1831), Humoristische Eilwagen-Reise durch die Theaterwelt (1832), Die zusammengestoppelte Komödie (1840) und Das Quodlibet verschiedener Jahrhunderte nebst Vorspiel Die dramatischen Zimmerherrn (ein „Scenen- und Personen-Durcheinander aus mehreren Stücken“, Uraufführung am 12. Mai 1843 im Theater an der Wien).

## Interpretation
Quodlibets werden fälschlicherweise oft als „Opernparodien“ klassifiziert und aufgeführt. Jedoch verlassen im Quodlibet die handelnden Personen nie ihre Identität und werden innerhalb ihrer Darbietung auch nicht zu „Walküren“ oder „Heldentenören“. Nestroy ist hingegen auch als Autor ausgewiesener Opern-Parodien hervorgetreten (Tannhäuser und Lohengrin nach den gleichnamigen Werken Richard Wagners, Robert der Teuxel nach Giacomo Meyerbeers Robert le diable oder Judith und Holofernes – eine Satire auf Friedrich Hebbels Drama Judith).